# Hvízdalka Nattererova
Hvízdalka Nattererova (Physalaemus nattereri) je žába z čeledi hvízdalkovitých.

## Rozšíření
Hvízdalka Natterova žije ve východní části Jižní Ameriky, v Brazílii, Argentině, Paraguayi a Uruguayi.

## Biotop
Obývá vlhké deštné pralesy a tropické deštné lesy, také savanu. Osídluje bažiny, močály, rybníky, břehy řek, dočasné nádrže, také pastviny, umělé nádrže a zemědělské oblasti. 

## Vzhled
Dorůstá 2,5–4 cm a má buclaté, ropuše podobné zavalité tělo s hladkou kůží. Samička je větší než sameček. Kresba na těle je mramorovaná, střídají se různé odstíny hnědé. Je tedy dobře maskována. Na zadní části těla má dvě velké skvrny.

## Ekologie
Hvízdalka Nattererova je noční živočich, většinu dne je skryta v listí nebo pod kameny. Živí se malými bezobratlými živočichy (hmyz, pavouci aj.). Samci jsou teritoriální a během námluv používají různé zvuky a pohyby k přilákání samic a odstrašení konkurentů. Při explozivním rozmnožování komunikují hvízdáním (odtud český rodový název). Ozývají se na břehu i z hladiny. K amplexu dochází na břehu.
Rodrigues, Uetanabaro a Lopes uvádějí, že vajíčka jsou uložena v pěnovém hnízdě, přičemž stejné hnízdo může používat několik párů.

## Obrana
Cítí-li se ohrožena, zvedne hvízdalka v typickém obranném postoji proti útočníkovi zadní část těla a odkryje dvě velké, očím podobné skvrny, ukryté jinak v oblasti slabin. Tato nečekaná přeměna žáby v podivné „velkooké“ stvoření může predátora překvapit a odvrátit jeho útok. V místě skvrn se soustřeďují jedové žlázy, takže kontakt s nimi může pradátora také odradit.

## Obrázky

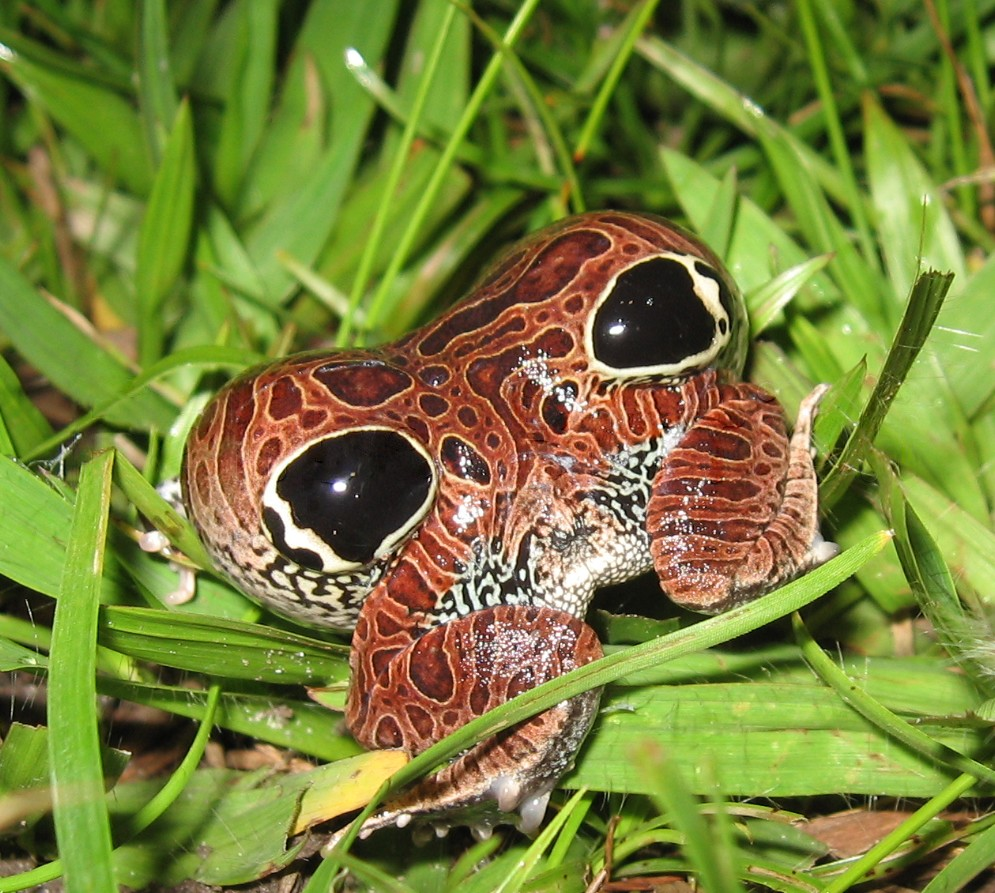
obranný postoj Hvízdalky natterovy
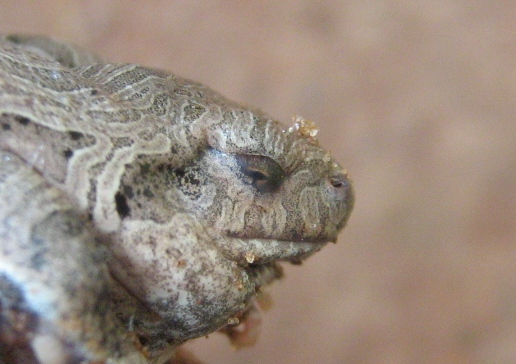
hlava hvízdalky Natterovy
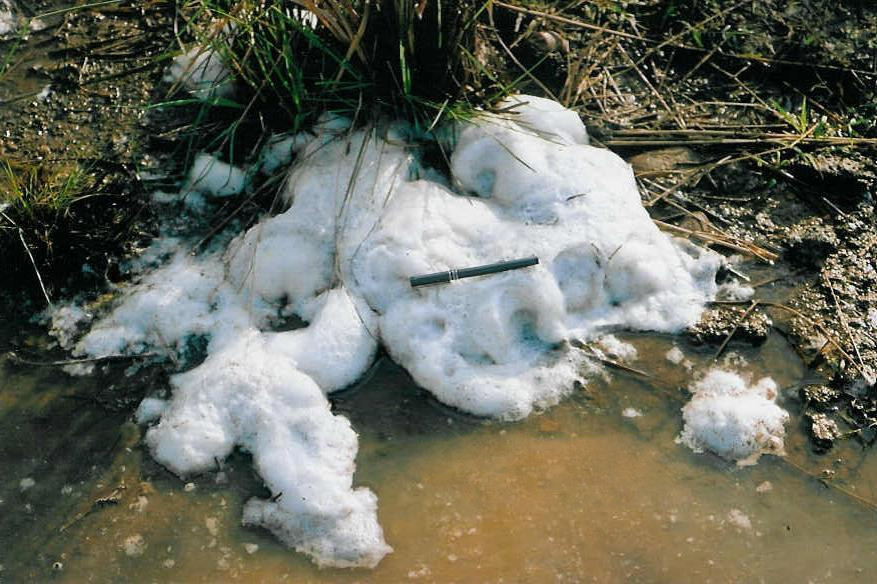
pěnové hnízdo s vajíčky
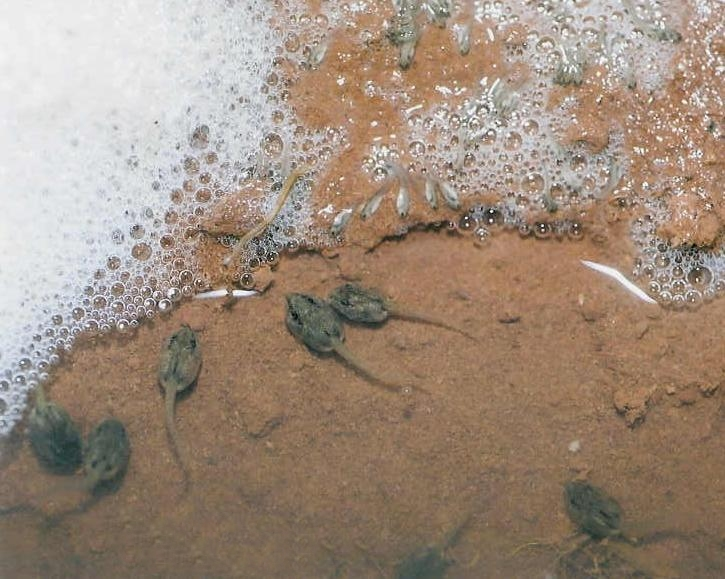
pulci se zbytky pěnového hnízda